# Nederlandse kampioenschappen baanwielrennen 2024
De Nederlandse kampioenschappen baanwielrennen 2024 werden gehouden in februari, november en december 2024.

## Agenda
| Datum          | Velodroom           | Disciplines                                                                           |
| -------------- | ------------------- | ------------------------------------------------------------------------------------- |
| 20 februari    | Sportpaleis Alkmaar | Stayeren                                                                              |
| 9 november     | Velodrome Amsterdam | 50 kilometer                                                                          |
| 17 november    | Omnisport Apeldoorn | Ploegenachtervolging, teamsprint                                                      |
| 7 december     | Sportpaleis Alkmaar | Derny                                                                                 |
| 22 december    | Sportpaleis Alkmaar | Omnium                                                                                |
| 27-29 december | Omnisport Apeldoorn | Achtervolging, puntenkoers, koppelkoers, afvalkoers, scratch, sprint, keirin, tijdrit |

## Erelijst
| Discipline           | Goud                                                     | Zilver                                                        | Brons                                                 |
| -------------------- | -------------------------------------------------------- | ------------------------------------------------------------- | ----------------------------------------------------- |
| Mannen               |                                                          |                                                               |                                                       |
| 50 km                | Rik van der Wal                                          | Sten Verzijl                                                  | Etienne van Empel                                     |
| Achtervolging        | Brian Megens                                             | Elmar Abma                                                    | Rik van der Wal                                       |
| Afvalkoers           | Maikel Zijlaard                                          | Yanne Dorenbos                                                | Vincent Hoppezak                                      |
| Derny                | Yoeri Havik                                              | Etienne van Empel                                             | Jesper Dijksman                                       |
| Keirin               | Harrie Lavreysen                                         | Jeffrey Hoogland                                              | Daan Kool                                             |
| Koppelkoers          | Maikel Zijlaard Vincent Hoppezak                         | Elmar Abma Yanne Dorenbos                                     | Cees Bol Philip Heijnen                               |
| Omnium               | Yoeri Havik                                              | Maxime Duba                                                   | Lance Venema                                          |
| Ploegenachtervolging | Justin de Hart Jesse Klein Justus Willemsen Tyler Eyk    | Erwin Leijenaar Rik van der Wal Sem van Wijngaarden Levi Oord | Rymer Rooks Bodhi Klein Max de Lincel Quint Segboer   |
| Puntenkoers          | Vincent Hoppezak                                         | Sten Verzijl                                                  | Yanne Dorenbos                                        |
| Scratch              | Yanne Dorenbos                                           | Julian Vergouw                                                | Lance Venema                                          |
| Sprint               | Harrie Lavreysen                                         | Tijmen van Loon                                               | Daan Kool                                             |
| Stayeren             | Reinier Honig                                            | Serginho Wilshaus                                             | Glenn Van Nierop                                      |
| Teamsprint           | Daan Kool Tijmen van Loon Mike Krabbenborg Loris Leneman | Stijn Geluk Duncan van Norel Lars Romijn                      | Jeffrey Maerten Thijs van Leeuwen Jasper van den Ende |
| Tijdrit 1 km         | Jeffrey Hoogland                                         | Daan Kool                                                     | Lars Romijn                                           |
| Vrouwen              |                                                          |                                                               |                                                       |
| Achtervolging        | Mischa Bredewold                                         | Lisa van Belle                                                | Juliet Eickhof                                        |
| Afvalkoers           | Marit Raaijmakers                                        | Lorena Wiebes                                                 | Maike van der Duin                                    |
| Derny                | Eline van Rooijen                                        | Juliet Eickhof                                                | Maaike Brandwagt                                      |
| Keirin               | Steffie van der Peet                                     | Lonneke Geraerts                                              | Kimberly Kalee                                        |
| Koppelkoers          | Marit Raaijmakers Lorena Wiebes                          | Lisa van Belle Maike van der Duin                             | Marjolein van 't Geloof Nina Kessler                  |
| Omnium               | Lorena Wiebes                                            | Marit Raaijmakers                                             | Lonneke Uneken                                        |
| Ploegenachtervolging | geannuleerd: slechts één ploeg ingeschreven              | geannuleerd: slechts één ploeg ingeschreven                   | geannuleerd: slechts één ploeg ingeschreven           |
| Puntenkoers          | Lorena Wiebes                                            | Nina Kessler                                                  | Marjolein van 't Geloof                               |
| Scratch              | Lorena Wiebes                                            | Lonneke Uneken                                                | Lisa van Belle                                        |
| Sprint               | Steffie van der Peet                                     | Kimberly Kalee                                                | Lonneke Geraerts                                      |
| Teamsprint           | Lonneke Geraerts Judy Baauw Anne Bos                     | Carolien van Herrikhuyzen Yiran van 't Oosten Phaedra Krol    | Mirthe Boneschansker Esmee Blok Britt Jeucken         |
| Tijdrit 500 m        | Kimberly Kalee                                           | Steffie van der Peet                                          | Lonneke Geeraerts                                     |

2006 · 2007 · 2008 · 2009 · 2010 · 2011 · 2012 · 2013 · 2014 · 2015 · 2016 · 2017 · 2018 · 2019 · 2020 · 2021 · 2022 · 2023 · 2024 · 2025